# 風祭東
風祭 東（かざまつり あずま、1963年6月13日 - ）は、東京都新宿区出身の日本のポップシンガー。オールウェイズのボーカリスト、ベーシスト、キーボーディスト。地元、東京都を拠点としながら積極的な音楽活動をしている。

## 人物
幼少期、従兄弟より聞かされたビートルズにより、音楽に目覚める。ポール・マッカートニーを敬愛し、自らも左利きベーシスト。数々のビートルズ関係のイベントに出演している。
1986年、シングル『好きさ』、アルバム『ALWAYS BE TRUE』でデビューするが、オールウェイズは2008年現在、活動休止状態にある。
1996年、杉真理、松尾清憲らとともにPiccadilly Circusを結成する。
1999年、ナガハタゼンジとともにザ・マフィンマンを結成する。

## バンド歴
- オールウェイズ（1986年 - 1995年）
- Piccadilly Circus（1996年 - 2003年）
- ザ・マフィンマン（1999年）
- The Paisleys（2010年 - ）

## ディスコグラフィー

### シングル
- 『地球に落ちた種／sarah』（2009年2月14日、Akashic Records）

### アルバム
- 『Panspermia』（2015年12月23日、3rdeyedisc）